# Rudolf Rahn
Rudolf Rahn (Ulma, 16 marzo 1900 – Düsseldorf, 7 gennaio 1975) è stato un diplomatico tedesco.
Prestò servizio durante la Repubblica di Weimar e il Regime nazista. Fu plenipotenziario del Reich e ambasciatore presso il governo della Repubblica Sociale Italiana.

## Biografia

### Gli esordi in diplomazia
Laureato in scienze politiche e sociologia! dopo il conseguimento del dottorato fu nella Segreteria della Società delle Nazioni tra il 1925 e il 1928. Entrato al Ministero degli Esteri nel 1928, fu impiegato all'Ambasciata ad Ankara. All'avvento del nazismo, aderì alla NSDAP nel 1933. Dopo lo scoppio della seconda guerra mondiale, ottenne incarichi via via di maggior responsabilità: fu inviato nella Francia di Vichy (1940-1942), divenendo un esperto nel trattare con governi collaborazionisti. Nel 1941 fu in Siria (allora protettorato francese) per facilitare i progetti di ribellione antibritannica in Iraq; successivamente, fu inviato a Tunisi nel 1942 - per favorire i buoni rapporti tra le truppe italiane, quelle tedesche e l'amministrazione coloniale francese - e, nell'agosto del 1943, a Roma.

### Il suo ruolo nella Repubblica Sociale Italiana
Ricevette l'incarico di maggior responsabilità il 10 settembre 1943, quando fu nominato da Hitler plenipotenziario civile del Reich presso il governo nazionale fascista (Repubblica Sociale Italiana dopo il 1º dicembre 1943). Questo ruolo gli assegnava, nel territorio occupato italiano, "una posizione predominante, mentre il comandante militare del medesimo territorio aveva competenze limitate, vale a dire 'meramente militari'". Rahn riceveva direttive dal ministro degli Esteri Joachim von Ribbentrop. L'11 settembre dello stesso anno, in occasione dell'anniversario della firma del Patto Tripartito, Rudolf Rahn venne nominato anche ambasciatore del Reich presso la RSI.

Ferdinando Mezzasoma inaugura l'anno culturale a Venezia, in mezzo ad Alfredo Cucco e Rudolf Rahn (1944)

In questo modo venne modificato, ma soltanto sul piano formale, il suo status nei confronti della Repubblica di Salò, cessando il ruolo di plenipotenziario in un Paese occupato per diventare il rappresentante diplomatico in un paese alleato. Rahn ebbe un ruolo fondamentale anche nella costituzione del governo della RSI: fu lui infatti il 22 settembre 1943 a convincere il maresciallo Rodolfo Graziani ad accettare di diventare ministro della Guerra paventandogli il rischio che l'Italia, in assenza di un governo fascista, facesse la fine della Polonia.
Nella Repubblica Sociale l'ambasciatore Rahn "divenne di fatto il vero e proprio detentore del potere, contro il quale il governo italiano non era in grado di imporsi" anche grazie alla stretta collaborazione con il Governatore Militare Italiano Tedesco e Comandante supremo delle SS e della Polizia in Italia Karl Wolff. Nel 1944 venne brevemente inviato in Ungheria dove obbligò l'ammiraglio Horthy a dare le dimissioni spianando la strada alle Croci Frecciate filonaziste. Nei primi giorni di maggio del 1945 fu catturato dagli Alleati in Alto Adige come conseguenza dell'operazione Greenup.

### Il dopoguerra
Rahn comparve come testimone al processo di Norimberga e nell'immediato dopoguerra subì un processo di denazificazione.
Tornato alla vita civile fu anche direttore della Coca Cola tedesco-occidentale.

Morì nel 1975. È autore del libro di memorie Ambasciatore di Hitler a Vichy e a Salò, pubblicato nel 1950.